# Chesapeake Bay Retriever
Der Chesapeake Bay Retriever ist eine von der FCI anerkannte Hunderasse aus den USA (FCI-Gruppe 8, Sektion 1, Standard Nr. 263). Die Rasse ist seit 1964 der offizielle State Dog des US-Bundesstaats Maryland.

## Herkunft und Geschichtliches
Namensgebend für die Rasse ist die Chesapeake Bay in Maryland/Virginia im Osten der USA. Etwa ab dem 19. Jahrhundert wurde er gezüchtet und wurde schnell beliebt als Jagdhunde für die Sümpfe und Gewässer.

## Beschreibung
Rüden werden mittelgroß bis 66 cm und 36,5 kg schwer, Hündinnen maximal 61 cm und 32 kg. Das Haar sollte dicht und kurz sein, nirgendwo länger als 4 cm, mit dichter, feiner, wolliger Unterwolle; die Farbe des Chesapeake Bay Retrievers muss so nahe wie möglich seiner Arbeitsumgebung entsprechen. Jede Farbe von braun, Binse oder totem Gras (Brown, sedge und deadgrass) ist annehmbar. Die Farbe der Augen ist sehr hell, gelblich oder bernsteinfarben. Einfarbige Chesapeakes werden bevorzugt. Die Hinterhand darf beim Chesapeake Bay Retriever höher sein als die Schulter.

## Verwendung
Der Chesapeake Bay Retriever wurde für die Wasserjagd gezüchtet. Er muss sich durchs Eis brechen können, langes Schwimmen in kaltem Wasser aushalten sowie nach der Jagdbeute tauchen können, um diese zu apportieren. In seiner Heimat wird er als Jagdhund sowie als Wachhund gehalten. Die Rasse zeigt Schutzverhalten, was sie von den übrigen Retrieverrassen unterscheidet. Zu „seiner“ Familie entwickelt er eine sehr enge Beziehung, bleibt jedoch ein Hund, der für die Arbeit gezüchtet wurde.

## Rassetypische Erkrankungen
Es besteht eine Rassedisposition für eine Mukopolysaccharidose Typ VI.